# Boris Khaikin
Boris Khaikin (rus: Борис Хайкин)  (Minsk, 13 d'octubre de 1904 (Julià) - Moscou, 10 de maig de 1978) va ser un director d'orquestra i professor de música soviètic. Artista del Poble de l'URSS (1972) i guanyador de tres premis Stalin (dos el 1946 i el 1951).

## Biografia
Va néixer a la família del ciutadà honorari Emmanuel Moiseevich (Mendel Movshevich) Khaikin (1868-1935), natural de Novoaleksandrovsk, agrònom i professor, que el 1907 va fundar l'escola real jueva privada per a homes E. M. Khaikin a Minsk, on van estudiar els seus dos fills. Mare - Flora Abramovna (Fradl Shmuel-Abelevna) Khaikina (de soltera Borsch, més tard Barsch; 1871-?), originària de Vílnius, professora de francès a la mateixa escola. Els pares es van casar el 1899 a Vílnius, on el seu fill gran, Moses, va néixer el 1900; El 1901 es van establir a Minsk. El 1915, la família va ser evacuada juntament amb l'escola del seu pare a Penza, on B. E. Khaikin va estudiar a l'escola de música de la ciutat a la classe del pianista Lev Solomonovich Shor de 1915 a 1919. El 1918, l'edifici de l'Escola Jueva Privada Real d'E. M. Khaikin, construïda el 1912 a la cantonada dels carrers Magazinnaya i Bogadelnaya de Minsk, va ser nacionalitzat i posteriorment transferit a la Universitat Bielorussa que porta el nom de V. I. Lenin (la Facultat de Ciències Socials estava ubicada al recinte escolar). La família Khaikin no va tornar mai a Minsk i es va establir a Moscou el 1919.
El 1928 es va graduar al Conservatori de Moscou. P. I. Tchaikovsky, classes de Nikolai Malkó i Konstantín Saràdjev (direcció), Alexander Goedicke (piano).
Després d'acabar els seus estudis, va esdevenir director d'orquestra al Teatre de l'Òpera K. S. Stanislavsky (actualment Teatre Musical K. S. Stanislavsky i Vl. I. Nemirovich-Danchenko de Moscou), on va treballar durant set anys (1928-1935, des del 1933 - cap del departament de música, des del 1935 - director principal). En aquell moment, ja havia fet els seus primers passos en el camp de la direcció, havent completat una formació industrial sota la tutela de  N. S. Golovanov (classe d'òpera) i Václav Suk (classe d'orquestra). K. S. Stanislavski va tenir una influència significativa en els principis creatius del jove director d'orquestra. Entre les seves produccions d'aquest període hi ha El barber de Sevilla de Rossini i Carmen de Bizet.
El 1936 es va traslladar al llavors Leningrad, on va substituir S. A. Samosud com a director artístic i director principal del Teatre de l'Òpera Maly de Leningrad (actualment Teatre Mikhailovsky), i també va començar a ensenyar al Conservatori de Sant Petersburg (professor). Sota la seva direcció, van tenir lloc les estrenes de les òperes Кола Брюньон (1938) de Dmitri Kabalevski i Поднятая целина (1937) d'Féliks Dzerjinski, així com nombroses produccions de clàssics russos: òperes de Modest Mússorgski, Piotr Ilitx Txaikovski i Iuri Xaporin.
El 1943 va esdevenir el director del Teatre d'Òpera i Ballet de Leningrad, que portava el nom de S. M. Kirov (actualment Teatre Mariinsky), on també va interpretar noves obres de compositors soviètics, com ara les òperes Дуэнья (1946) i Повесть о настоящем человеке (1948) de Serguei Prokófiev, Семья Тараса de D. B. Kabalevsky (1950), Князь-озеро d'I. I. Dzerzhinsky, Декабристы de Yu. A. Shaporin (1953) i altres.
Va ser acomiadat del teatre en relació amb la campanya contra el cosmopolitisme. El 1954 va tornar a Moscou, on va esdevenir director d'orquestra al Teatre Bolxoi.
Va fer gires a Budapest, Berlín, Bucarest, Anvers, Iași i altres ciutats europees. Va rebre diverses invitacions per dirigir produccions estrangeres d'òperes russes: Khovànsxina a Florència (1963, Teatro Comunale), Píkovaia dama a Leipzig (1964, Òpera de Leipzig), i també va dirigir les òperes Ievgueni Oneguin (1960, Praga, Brno, Bratislava) i Faust de Charles Gounod (Romania). També va actuar amb èxit com a director simfònic: el 1966, l'Orquestra Filharmònica de Leningrad va fer una gira per Itàlia sota la seva direcció.
Va ser un dels directors d'orquestra més importants de l'URSS. Els principals èxits estan relacionats amb la interpretació de clàssics de l'òpera russa, italiana i francesa. Posseïa una habilitat artística inigualable, bon gust interpretatiu i una comprensió de l'estil. Les seves produccions d'òpera combinaven orgànicament components dramàtics i musicals.
El 1925-1928, 1930-1936, 1954-1966 i el 1971-1978 va ensenyar al Conservatori de Moscou (Departament de Direcció) (des del 1954 - professor). Entre 1935 i 1936 va ser director de l'Estudi d'Òpera del Conservatori de Moscou. Entre els seus estudiants hi havia Kiríl·l Kondraixin, Mark Ermler, Yuri Vsévolodovich Gamaley i Edgars Tons. Autor de més de 250 articles sobre art musical.
Va morir el 10 de maig de 1978 a Moscou. Va ser enterrat després de la incineració[11] al cementiri de Новом Донском кладбище.

## Família
- Germà - Semyon Emmanuilovich Khaikin (1901-1968), físic, radioastrònom, Doctor en Ciències Físiques i Matemàtiques (1935). Nebot - Moisey Semyonovich Khaykin, físic.
- Germanastre (del segon matrimoni del seu pare) i alhora cosí segon - Viktor Efimovich Ardov, escriptor[12]
- Primera esposa - Sofia Naumovna Khaikina (de soltera Sarra Nukhimovna Endelman, en el seu primer matrimoni Razumova; 1894-1966),[13] pianista, acompanyant, filla d'un metge independent a Izmail província de Bessaràbia, ciutadana honorària Nukhim Shmaevich Endelman. Boris Khaikin va tenir dos fills adoptats del primer matrimoni de la seva dona, un dels quals va ser Georgy Nikolaevich Razumov (1916-1984), director de fotografia.
- Segona esposa - Alla Georgievna Khaikina (1928-2005).
- Fill - Viktor Borisovich Ryabov (1943-2021), director de teatre i professor. Artista Honorat de la Federació Russa (1993). La seva mare, Elena Danilovna Bubnova, és assistent i secretària de Georgy Tovstonogov al BDT.